# Lee Tamahori
Lee Tamahori, född 17 juni 1950 i Wellington, Nya Zeeland, är en nyzeeländsk konstnär, skådespelare, regissör och fotograf.

## Filmografi (urval)
- 1994 – Krigarens själ
- 1997 – På gränsen
- 2000 – Sopranos, avsnitt Toodle-Fucking-Oo (gästregissör)
- 2001 – I spindelns nät
- 2002 – Die Another Day
- 2005 – xXx 2 - The Next Level
- 2007 – Next
- 2011 - The Devil's Double
- 2016 - Mahana
- Unknown - Emperor (post-production)